# Nicholas Jennings

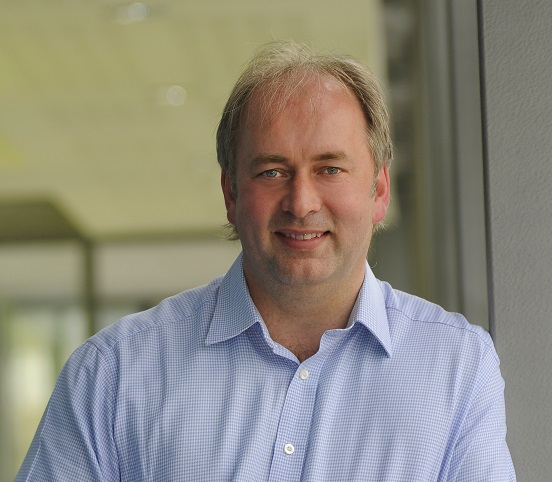
Nick Jennings 2009

Nicholas Robert „Nick“ Jennings (* 15. Dezember 1966 in London) ist ein britischer Informatiker.
Jennings studierte Informatik an der University of Exeter und wurde 1992 am Queen Mary College der Universität London bei Abe Mamdani promoviert (Joint Intentions as a Model of Multi-Agent Cooperation). Danach wurde er Lecturer, Reader und 1997 Professor am Queen Mary College.
Er befasst sich mit Agenten-orientierter Softwareentwicklung und  Multiagentensystemen, die er auch zu realen Anwendungen führte, unter anderem in der Wirtschaft, bei Sensor- und Telekommunikationsnetzwerken, Energieversorgung, Produktionskontrolle und in der Cybersicherheit. Er gehört auf seinem Gebiet zu den hochzitierten Wissenschaftlern.
Ab 1999 war er Professor an der University of Southampton, wo er ab 2014 Regius Professor of Computer Science war. Von 2010 bis 2015 war er Chief Scientific Officer der britischen Regierung für nationale Sicherheit. 2016 wurde er Vize-Provost für Forschung des Imperial College London und Professor für KI. Stand 2022 ist Jennings Vizekanzler und Präsident der Loughborough University.
1999 erhielt er den IJCAI Computers and Thought Award und er erhielt den  ACM Autonomous Agents Research Award. Für 2020 wurde ihm die Lovelace Medal zugesprochen. Er ist Fellow der Royal Academy of Engineering, der AAAI, der IEEE und der British Computer Society. Er ist CB. Er ist seit 2008 Mitglied der Academia Europaea, seit 2022 der Royal Society.
Er war Gründungsherausgeber des International Journal of Autonomous Agents and Multi-Agent Systems.

## Schriften
- Cooperation in industrial multi-agent systems, World Scientific 1994
- mit M. Wooldridge: Agent theories, architectures, and languages: a survey, International Workshop on Agent Theories, Architectures, and Languages, 1994, S. 1–39
- mit M. Woodridge: Intelligent agents: Theory and practice, The Knowledge Engineering Review, Band 10, 1995, S. 115–152
- Herausgeber mit G. M. P. O’Hare: Foundations of distributed artificial intelligence, Wiley 1996
- mit K. Sycara, M. Wooldridge: A roadmap of agent research and development, Journal of Autonomous agents and multi-agent systems, Band 1, 1998, S. 7–38
- mit P. Faratin, C. Sierra: Negotiation decision functions for autonomous agents, Robotics and Autonomous Systems, Band 24, 1998, S. 159–182
- mit M. J. Wooldridge: Applications of intelligent agents, in: Jennings, Wooldridge (Hrsg.), Agent technology: Foundations, applications and markets, 1998, S. 3–28
- On agent-based software engineering, Artificial intelligence, Band 117, 2000, S. 277–296
- mit M. Wooldridge, D. Kinny: The Gaia methodology for agent-oriented analysis and design, Journal of Autonomous Agents and Multi-Agent Systems, Band 3, 2000, S. 285–312
- mit P. Faratin , M. Wooldridge u. a.: Automated negotiation: prospects, methods and challenges, Group Decision and Negotiation, Band 10, 2001, S. 199–215
- An agent-based approach for building complex software systems, Communications of the ACM, Band 44, 2001, S. 35–41
- mit F. Zambonelli, M. Wooldridge: Developing multiagent systems: The Gaia methodology, ACM Transactions on Software Engineering and Methodology (TOSEM), Band 12, 2003, S. 317–370
- mit Stefan Bussmann, Michael Wooldridge: Multiagent systems for manufacturing control : a design methodology, Springer 2004
- mit S. D. Ramchurn, T. H. Huynh: Trust in multi-agent systems, Knowledge Engineering Review, Band 19, 2004, S. 1–25